# Elly van Hulst
Elisa Maria »Elly« van Hulst, nizozemska atletinja, * 9. junij 1959, Culemborg, Nizozemska.
Nastopila je na olimpijskih igrah v letih 1984 in 1988, dosegla je deveto mesto v teku na 3000 m in dvanajsto v teku na 1500 m. Na svetovnih dvoranskih prvenstvih je osvojila naslova prvakinje v teku na 1500 m leta 1985 in teku na 3000 m leta 1989, na evropskih dvoranskih prvenstvih pa tri zlate in srebrno medaljo v teku na 3000 m in eno srebrno medaljo v teku na 1500 m.